# Stäppmyrkott

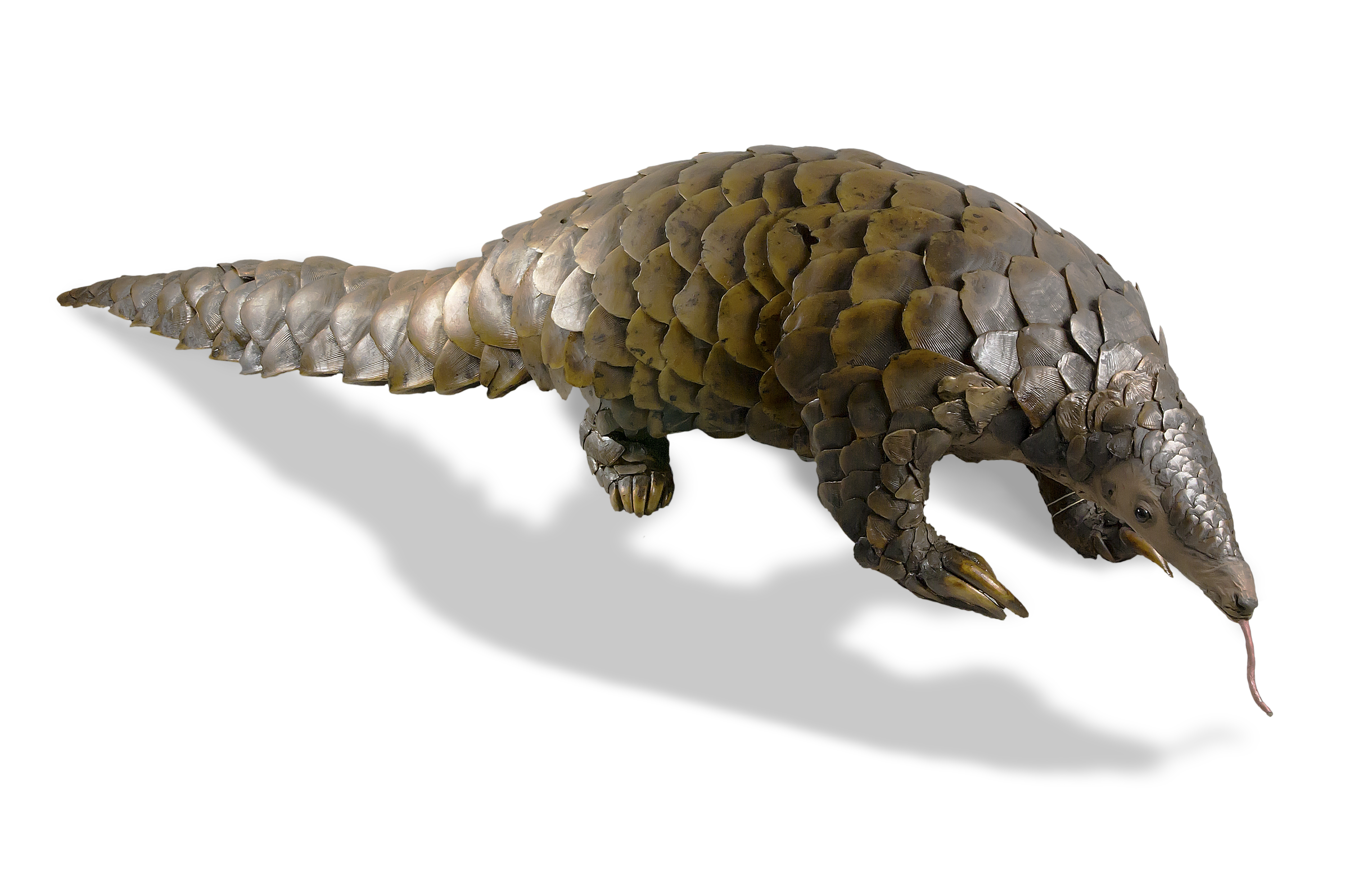
Manis temminckii

Stäppmyrkott (Manis temminckii) är ett däggdjur i familjen myrkottar som förekommer i östra och södra Afrika.
Artpitetet i det vetenskapliga namnet hedrar den holländska zoologen Coenraad Jacob Temminck.

## Kännetecken
Huvudets ovansida, ryggen, kroppens sidor och extremiteternas utsida är liksom hos alla myrkottar täckt med styva fjäll. Fjällen är hos vuxna individer gråbruna och hos ungdjur gulbruna. Den oskyddade huden, till exempel på buken, är vitaktig och täckt med mörka hår. Vid de främre fötterna finns stora grävklor och bakfötterna har korta klor. Stäppmyrkott saknar liksom alla myrkottar tänder och har en lång klibbig tunga. Kroppens längd ligger mellan 40 och 70 centimeter och därtill kommer en nästan lika lång svans. Vikten ligger mellan 7 och 18 kilogram.

## Utbredning och habitat
Artens utbredningsområde sträcker sig från Tchad och Sudan över Kenya och Tanzania till Namibia och norra Sydafrika. Habitatet utgörs av våta och torra skogar samt av savanner med några buskar.

## Levnadssätt
Stäppmyrkott är vanligen aktiv mellan skymningen och gryningen. På dagen vilar den i underjordiska bon som den gräver själv eller övertar från andra djur. Individerna lever främst ensamma och ofta markerar de revirets gränser med vätska från analkörtlarna.
Vid snabba rörelser går den ofta bara på sina bakre extremiteter och håller balansen med svansens hjälp. Den kan också klättra i träd och simma. Vid fara kan den rulla ihop sig. Stäppmyrkottar riktar vid dessa tillfällen sina fjäll upp som med sina vassa kanter är bra försvarsredskap.
Födan utgörs främst av myror och termiter. De använder sina långa klor från de främre fötterna för att bryta upp myrstackar eller trädens bark. Sedan upptar de insekterna med den klippiga tungan. Födan söndersmulas i magsäcken.
Under parningstiden strider hannarna om rätten att para sig. Honan föder efter cirka 130 dagars dräktighet vanligen en enda unge. Ungdjurets fjäll är vid födelsen mjuk liksom hos andra myrkottar, de stelnar efter några dagar. Ungdjuret lever först i boet och klättrar senare på moderns svans vid utflykter. Efter tre månader börjar ungen med fast föda.

## Hot
Stäppmyrkott har bara ett fåtal naturliga fiender, till exempel lejon och hyenor.
Det är inte mycket känt om artens hotstatus då den är aktiv på natten. Stäppmyrkott jagas för köttets och fjällens skull. Fjällen ska ha läkande egenskaper. Den hotas troligen även av skogsskövling samt omvandlingen av levnadsområdet till jordbruksmark. IUCN listar arten trots minskande population som livskraftig (least concern).

## Systematik
Stäppmyrkott bildar tillsammans med jättemyrkott undersläktet Smutsia som ibland klassificeras som självständigt släkte. Smutsia räknas enligt nyare undersökningar som systergrupp till alla övriga myrkottar.